# Geografiska Annaler
Geografiska Annaler är en svensk vetenskaplig tidskrift som började utges 1919.